# Pan-Iraanse kleuren
De Pan-Iraanse kleuren zijn rood, wit en groen, en soms goud of geel. Ze werden en worden nog steeds gebruikt op de vlaggen en spandoeken van veel Iraanse landen en regio's, waaronder Iran, Afghanistan, Tadzjikistan en Koerdistan. Geworteld in een oude traditie die prominent werd in de Achaemeniden, symboliseren de pan-Iraanse kleuren en de vergelijkbare patronen waarin ze worden gebruikt de gedeelde oorsprong van de Iraanse volkeren.

## Geschiedenis
Volgens de Avesta was de volledige vrije bevolking van de oude Iraanse samenleving verdeeld in drie klassen, die elk geassocieerd werden met een bepaalde kleur:
- Militaire adel (Avestisch: raθaē-štar) - vertegenwoordigd door rood, symboliseert militaire moed en bloed en zelfopoffering in de naam van hoge idealen, dus het wordt beschouwd als de meest vereerde en nobele;
- Mobad (āθravan) - vertegenwoordigd door wit, symboliseert spiritualiteit, morele zuiverheid, reinheid en heiligheid;
- Pastoralist-boerengemeenschap (vāstrya fšuyant) - vertegenwoordigd door groen, symbool voor natuur, jeugd en welvaart.

## Huidige vlaggen

Vlag van Iran
Vlag van Tadzjikistan
Vlag van Koerdistan

## Voormalige vlaggen

Vlag van Qajar Iran van 1907 tot 1910
Vlag van Qajar Iran van 1910 tot 1924
Vlag van Pahlavi Iran van 1925 tot 1964
Vlag van Pahlavi Iran van 1964 tot de Iraanse Revolutie
Vlag van het Koninkrijk Afghanistan (1928)
Vlag van het Koninkrijk Afghanistan (1928-1929)
Vlag van het Koninkrijk Afghanistan (1929-1931)
Vlag van het Koninkrijk Afghanistan (1931-1973)
Vlag van de Republiek Afghanistan (1973-1974)
Vlag van de Afghaanse Overgangsregering (2002-2004)
Vlag van de Islamitische Republiek Afghanistan (2004-2021)
Vlag van het Koninkrijk Koerdistan (1922-1924)
Vlag van de Republiek Ararat (1927-1931)
Vlag van de Republiek Mahabad (1945-1946)
Vlag van de Azerbeidzjaanse Volksregering (1945-1946)
Andere vlag gebruikt door de Azerbeidzjaanse Volksregering
Vlag van Azadistan (1920)
Vlag van de Talysh-Mughan Autonome Republiek
Vlag van Tadzjikistan van 1991 tot 1992